# الطوفان (المحفد)

تعديل مصدري - تعديل

الطوفان هي إحدى قرى عزلة المحفد بمديرية المحفد التابعة لمحافظة أبين، بلغ تعداد سكانها 78 نسمة حسب تعداد اليمن لعام 2004.